# ده سفيد (كليائي)
ده سفید (بالفارسية: ده سفید) هي قرية تقع في إيران في قسم کلیائي الريفي. يقدر عدد سكانها بـ 207 نسمة بحسب إحصاء 2016.